# Xenophrys dringi
Xenophrys dringi é uma espécie de anfíbio da família Megophryidae.
Pode ser encontrada nos seguintes países: Brunei e Malásia.
Os seus habitats naturais são: regiões subtropicais ou tropicais húmidas de alta altitude e rios.